# Lista över fornlämningar i Sjöbo kommun
Lista över fornlämningar i Sjöbo kommun är en förteckning av ett urval av de fornlämningar som finns i Sjöbo kommun.

## Brandstad
| Namn          | Lämningstyp  | Tillkomsttid | Historisk indelning | Plats | Läge                 | ID-nr          | Bild                                 |
| ------------- | ------------ | ------------ | ------------------- | ----- | -------------------- | -------------- | ------------------------------------ |
| Brandstad 4:1 | Stensättning |              | Brandstad, Skåne    |       | 55.677169, 13.681868 | 10119900040001 | Ladda upp en bild av detta fornminne |

## Everlöv
| Namn        | Lämningstyp      | Tillkomsttid | Historisk indelning | Plats | Läge                 | ID-nr          | Bild                                 |
| ----------- | ---------------- | ------------ | ------------------- | ----- | -------------------- | -------------- | ------------------------------------ |
| Everlöv 5:1 | Begravningsplats |              | Everlöv, Skåne      |       | 55.610806, 13.577341 | 10121500050001 | Ladda upp en bild av detta fornminne |
| Everlöv 7:1 | Kyrka/kapell     |              | Everlöv, Skåne      |       | 55.631689, 13.553786 | 10121500070001 | Ladda upp en bild av detta fornminne |

## Fränninge
| Namn                       | Lämningstyp      | Tillkomsttid | Historisk indelning | Plats | Läge                 | ID-nr          | Bild                                 |
| -------------------------- | ---------------- | ------------ | ------------------- | ----- | -------------------- | -------------- | ------------------------------------ |
| Pärslycke (Fränninge 11:1) | Begravningsplats |              | Fränninge, Skåne    |       | 55.763309, 13.775578 | 10122600110001 | Ladda upp en bild av detta fornminne |

## Lövestad
| Namn                            | Lämningstyp  | Tillkomsttid | Historisk indelning | Plats | Läge                 | ID-nr          | Bild                                      |
| ------------------------------- | ------------ | ------------ | ------------------- | ----- | -------------------- | -------------- | ----------------------------------------- |
| Hallbergs stenar (Lövestad 8:1) | Minnesmärke  |              | Lövestad, Skåne     |       | 55.672619, 13.893592 | 10130400080001 | Ladda upp en till bild av detta fornminne |
| Blårs högar (Lövestad 11:1)     | Stensättning |              | Lövestad, Skåne     |       | 55.651766, 13.878536 | 10130400110001 | Ladda upp en bild av detta fornminne      |
| Blårs högar (Lövestad 72:1)     | Stensättning |              | Lövestad, Skåne     |       | 55.653857, 13.880902 | 10130400720001 | Ladda upp en bild av detta fornminne      |
| Blårs högar (Lövestad 74:1)     | Stensättning |              | Lövestad, Skåne     |       | 55.649036, 13.875502 | 10130400740001 | Ladda upp en bild av detta fornminne      |
| Blårs högar (Lövestad 111:1)    | Stensättning |              | Lövestad, Skåne     |       | 55.649964, 13.879226 | 10130401110001 | Ladda upp en bild av detta fornminne      |

## Röddinge
| Namn                        | Lämningstyp  | Tillkomsttid | Historisk indelning | Plats | Läge                 | ID-nr          | Bild                                 |
| --------------------------- | ------------ | ------------ | ------------------- | ----- | -------------------- | -------------- | ------------------------------------ |
| Klockebacken (Röddinge 1:1) | Hög          |              | Röddinge, Skåne     |       | 55.583403, 13.831546 | 10132700010001 | Ladda upp en bild av detta fornminne |
| Röddinge 20:1               | Stensättning |              | Röddinge, Skåne     |       | 55.569552, 13.810694 | 10132700200001 | Ladda upp en bild av detta fornminne |

## Södra Åsum
| Namn                      | Lämningstyp                 | Tillkomsttid | Historisk indelning | Plats | Läge                 | ID-nr          | Bild                                 |
| ------------------------- | --------------------------- | ------------ | ------------------- | ----- | -------------------- | -------------- | ------------------------------------ |
| Högasten (Södra Åsum 6:1) | Grav markerad av sten/block |              | Södra Åsum, Skåne   |       | 55.658081, 13.684541 | 10137000060001 | Ladda upp en bild av detta fornminne |
| Högasten (Södra Åsum 6:2) | Grav markerad av sten/block |              | Södra Åsum, Skåne   |       | 55.658002, 13.684656 | 10137000060002 | Ladda upp en bild av detta fornminne |
| Högasten (Södra Åsum 6:3) | Grav markerad av sten/block |              | Södra Åsum, Skåne   |       | 55.657949, 13.684738 | 10137000060003 | Ladda upp en bild av detta fornminne |

## Sövde
| Namn                                | Lämningstyp | Tillkomsttid | Historisk indelning | Plats | Läge                 | ID-nr          | Bild                                 |
| ----------------------------------- | ----------- | ------------ | ------------------- | ----- | -------------------- | -------------- | ------------------------------------ |
| Absalons borg, Sigostha (Sövde 1:1) | Borg        |              | Sövde, Skåne        |       | 55.585003, 13.667073 | 10137100010001 | Ladda upp en bild av detta fornminne |
| Hägerholmen (Sövde 3:1)             | Borg        |              | Sövde, Skåne        |       | 55.560354, 13.717033 | 10137100030001 | Ladda upp en bild av detta fornminne |
| Sövde 356                           | Borg        |              | Sövde, Skåne        |       | 55.558673, 13.716711 | 12000000107077 | Ladda upp en bild av detta fornminne |

## Tolånga
| Namn                            | Lämningstyp      | Tillkomsttid | Historisk indelning | Plats | Läge                 | ID-nr          | Bild                                 |
| ------------------------------- | ---------------- | ------------ | ------------------- | ----- | -------------------- | -------------- | ------------------------------------ |
| Tolånga 7:1                     | Begravningsplats |              | Tolånga, Skåne      |       | 55.636503, 13.792766 | 10137700070001 | Ladda upp en bild av detta fornminne |
| Tolånga 17:1                    | Stensättning     |              | Tolånga, Skåne      |       | 55.647028, 13.772880 | 10137700170001 | Ladda upp en bild av detta fornminne |
| Trullshålebacken (Tolånga 18:1) | Hög              |              | Tolånga, Skåne      |       | 55.643841, 13.772997 | 10137700180001 | Ladda upp en bild av detta fornminne |

## Vanstad
| Namn                           | Lämningstyp                 | Tillkomsttid | Historisk indelning | Plats | Läge                 | ID-nr          | Bild                                 |
| ------------------------------ | --------------------------- | ------------ | ------------------- | ----- | -------------------- | -------------- | ------------------------------------ |
| Kullarör (Vanstad 4:1)         | Hög                         |              | Vanstad, Skåne      |       | 55.621853, 13.825961 | 10138900040001 | Ladda upp en bild av detta fornminne |
| Broås käring (Vanstad 5:1)     | Grav markerad av sten/block |              | Vanstad, Skåne      |       | 55.626308, 13.846470 | 10138900050001 | Ladda upp en bild av detta fornminne |
| Salsrör (Vanstad 7:1)          | Röse                        |              | Vanstad, Skåne      |       | 55.615482, 13.847053 | 10138900070001 | Ladda upp en bild av detta fornminne |
| Torshög (Vanstad 8:1)          | Hög                         |              | Vanstad, Skåne      |       | 55.619525, 13.831994 | 10138900080001 | Ladda upp en bild av detta fornminne |
| Vanstad 12:1                   | Begravningsplats            |              | Vanstad, Skåne      |       | 55.610308, 13.798540 | 10138900120001 | Ladda upp en bild av detta fornminne |
| Vanstad 40:1                   | Hällristning                |              | Vanstad, Skåne      |       | 55.629405, 13.822936 | 10138900400001 | Ladda upp en bild av detta fornminne |
| Vanstad 108:1                  | Stensättning                |              | Vanstad, Skåne      |       | 55.596013, 13.908140 | 10138901080001 | Ladda upp en bild av detta fornminne |
| Illhög, Eldhög (Vanstad 112:1) | Hög                         |              | Vanstad, Skåne      |       | 55.621566, 13.849333 | 10138901120001 | Ladda upp en bild av detta fornminne |
| Vanstad 114:1                  | Hällristning                |              | Vanstad, Skåne      |       | 55.594332, 13.910228 | 10138901140001 | Ladda upp en bild av detta fornminne |

## Östra Kärrstorp
| Namn                             | Lämningstyp      | Tillkomsttid | Historisk indelning    | Plats | Läge                 | ID-nr          | Bild                                      |
| -------------------------------- | ---------------- | ------------ | ---------------------- | ----- | -------------------- | -------------- | ----------------------------------------- |
| Beritsholm (Östra Kärrstorp 1:1) | Borg             |              | Östra Kärrstorp, Skåne |       | 55.732314, 13.687663 | 10142400010001 | Ladda upp en till bild av detta fornminne |
| Beritsholm (Östra Kärrstorp 1:2) | Borg             |              | Östra Kärrstorp, Skåne |       | 55.731903, 13.688361 | 10142400010002 | Ladda upp en bild av detta fornminne      |
| Östra Kärrstorp 2:1              | Stensättning     |              | Östra Kärrstorp, Skåne |       | 55.736108, 13.703489 | 10142400020001 | Ladda upp en bild av detta fornminne      |
| Östra Kärrstorp 3:1              | Stensättning     |              | Östra Kärrstorp, Skåne |       | 55.735593, 13.693326 | 10142400030001 | Ladda upp en bild av detta fornminne      |
| Östra Kärrstorp 5:1              | Hög              |              | Östra Kärrstorp, Skåne |       | 55.740976, 13.720745 | 10142400050001 | Ladda upp en bild av detta fornminne      |
| Östra Kärrstorp 5:2              | Stensättning     |              | Östra Kärrstorp, Skåne |       | 55.740933, 13.721432 | 10142400050002 | Ladda upp en bild av detta fornminne      |
| Östra Kärrstorp 38:1             | Begravningsplats |              | Östra Kärrstorp, Skåne |       | 55.732375, 13.736879 | 10142400380001 | Ladda upp en bild av detta fornminne      |

## Öved
| Namn                            | Lämningstyp      | Tillkomsttid | Historisk indelning | Plats | Läge                 | ID-nr          | Bild                                      |
| ------------------------------- | ---------------- | ------------ | ------------------- | ----- | -------------------- | -------------- | ----------------------------------------- |
| Långhög (Öved 1:1)              | Hög              |              | Öved, Skåne         |       | 55.671384, 13.665141 | 10143000010001 | Ladda upp en till bild av detta fornminne |
| Öved 4:1                        | Minnesmärke      |              | Öved, Skåne         |       | 55.708275, 13.660353 | 10143000040001 | Ladda upp en bild av detta fornminne      |
| Öved 11:1                       | Stensättning     |              | Öved, Skåne         |       | 55.679122, 13.668062 | 10143000110001 | Ladda upp en bild av detta fornminne      |
| Öved 11:2                       | Stensättning     |              | Öved, Skåne         |       | 55.679011, 13.667880 | 10143000110002 | Ladda upp en bild av detta fornminne      |
| Öved 11:3                       | Stensättning     |              | Öved, Skåne         |       | 55.679006, 13.667618 | 10143000110003 | Ladda upp en bild av detta fornminne      |
| Öved 12:1                       | Stensättning     |              | Öved, Skåne         |       | 55.679918, 13.664244 | 10143000120001 | Ladda upp en bild av detta fornminne      |
| Öved 12:2                       | Stensättning     |              | Öved, Skåne         |       | 55.679784, 13.663791 | 10143000120002 | Ladda upp en bild av detta fornminne      |
| Öved 12:3                       | Stensättning     |              | Öved, Skåne         |       | 55.679533, 13.664361 | 10143000120003 | Ladda upp en bild av detta fornminne      |
| Öved 12:4                       | Stensättning     |              | Öved, Skåne         |       | 55.679209, 13.664856 | 10143000120004 | Ladda upp en bild av detta fornminne      |
| Skartofta kyrkplats (Öved 15:1) | Begravningsplats |              | Öved, Skåne         |       | 55.710077, 13.653449 | 10143000150001 | Ladda upp en bild av detta fornminne      |
| Öved 49:1                       | Hög              |              | Öved, Skåne         |       | 55.701526, 13.663857 | 10143000490001 | Ladda upp en bild av detta fornminne      |
| Öved 49:2                       | Hög              |              | Öved, Skåne         |       | 55.701022, 13.663296 | 10143000490002 | Ladda upp en bild av detta fornminne      |
| Öved 65:1                       | Stensättning     |              | Öved, Skåne         |       | 55.678616, 13.679787 | 10143000650001 | Ladda upp en bild av detta fornminne      |
| Öved 65:2                       | Stensättning     |              | Öved, Skåne         |       | 55.678566, 13.680060 | 10143000650002 | Ladda upp en bild av detta fornminne      |